# Stazione di Riva del Garda
La stazione di Riva del Garda era una stazione ferroviaria posta sulla ferrovia Rovereto-Arco-Riva. Serviva il comune di Riva del Garda.

## Storia

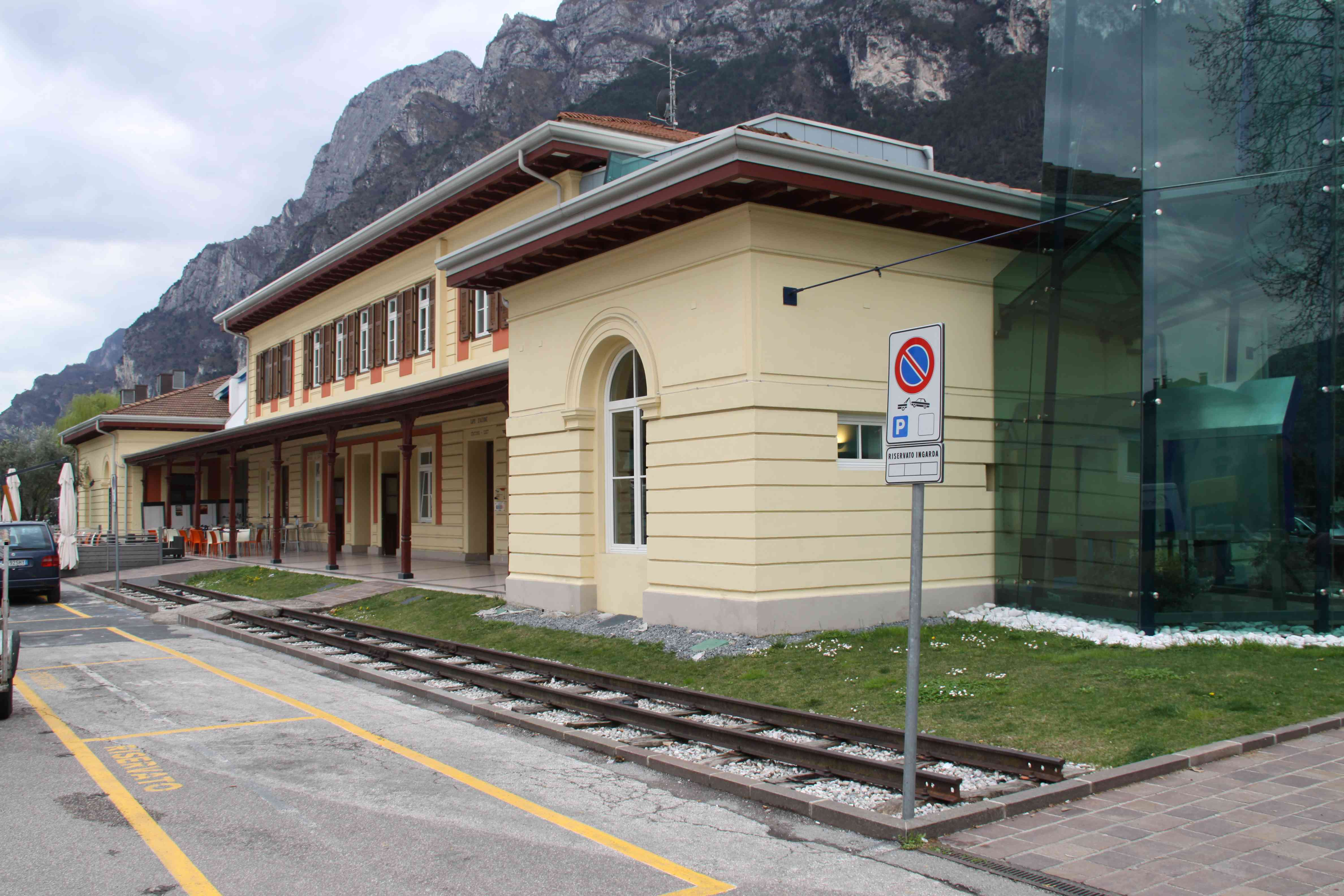
La stazione vista dal piazzale dei binari

Attivata nel 1891, la stazione fu dismessa all'atto della chiusura della linea, nel 1936, per poi essere totalmente dismessa.

## Strutture e impianti
La stazione vera e propria era costituita da un fabbricato viaggiatori e due binari. Ad oggi il fabbricato viaggiatori è stato convertito ad altro utilizzo e il binario uno è ancora presente mentre il secondo è stato smantellato.